# Can Campderrós
Can Campderrós es una masía situada en el municipio de Vallirana. Declarada como bien de interés local el 25 de marzo de 
1987.

## Descripción
Planta rectangular con cubierta a dos lados y fachada a mediodía. Con una galería en la planta más alta donde también se encuentra el granero. El crecimiento de la urbanización ha delimitado su terreno. La parte posterior de la masía parece que se intentó derribar, pero aún quedan restos. Cuenta con un reloj en la fachada, a la altura de la primera planta que marca 12 horas desde las 6 hasta las 5.

## Historia
Fue construida a finales del s. xviii. Hasta finales del siglo xix por sus alrededores se explotaron minas de plomo y plata. Hoy en día la masía se encuentra rodeada por unas piscinas en desuso y la urbanización de Selva Negra, que ha ido creciendo al paso de los años.